# 海蘭 (馬里蘭州)
海蘭（英語：Highland）是位於美國馬里蘭州霍華德縣的一個普查規定居民點。

## 人口
根據2020年美國人口普查的數據，海蘭的面積為6.27平方千米，當中陸地面積為6.23平方千米，而水域面積為0.04平方千米。當地共有人口1133人，而人口密度為每平方千米180.7人。